# Cantó de Saint-Louis-2
El cantó de Saint-Louis-2 és un cantó de l'illa de la Reunió, regió d'ultramar francesa de l'oceà Índic. Correspon a una fracció de la comuna de Saint-Louis.

## Història
| Data d'elecció | Identitat  | Partit |
| -------------- | ---------- | ------ |
| 2004 -         | Yvon Bello | PCR    |